# Pleasure Beach
Blackpool Pleasure Beach ou simplesmente Pleasure Beach é um parque temático situado na cidade de Blackpool, Inglaterra e é atualmente um dos parques temáticos mais visitados do Reino Unido sendo visitado por mais de seis milhões de pessoas por ano. Atualmente, o parque pertence a uma empresa privada.